# Volante (bádminton)

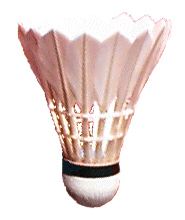
Perfil de un volante.

Un volante, gallito o pluma es el proyectil utilizado en bádminton. Tiene una forma cónica abierta: el cono está formado por dieciséis plumas insertadas alrededor de una base de corcho semiesférica cubierto de una capa delgada de cuero. 
La forma del volante lo hace muy aerodinámico, y a pesar de la orientación inicial al golpearlo, enseguida se gira situándose el corcho por delante.
Los volantes son frágiles y se rompen fácilmente, por lo que en un partido de alto nivel es normal ver cambiar el volante cada pocos puntos. Por esta razón también existen volantes sintéticos o de plástico, de mucha más durabilidad. El plástico utilizado para este tipo de volantes es el nailon. Sin embargo, el tacto y el control sobre estos es mucho menor, por lo que a nivel principiante se utilizan los volantes de nailon, mientras que los de plumas se utilizan para un nivel más avanzado.
El comportamiento aerodinámico del volante y su estabilidad en el aire fueron estudiados para diseñar el vehículo espacial SpaceShipOne y su vuelo de reentrada a la atmósfera.

## Reglamento
Un volante reglamentario debe pesar entre 4,74 y 5,50 gramos. Las dieciséis plumas, de un largo variable de 62 a 70 mm, pero en cada volante tienen que medir lo mismo, y tienen que ser las plumas del ala izquierda de un ganso, para así poder girar siempre en el mismo sentido; tienen que estar insertadas en un corcho de base de 25 a 28 mm de radio y final cuadrangular.